# Grande Prêmio da Áustria de Motovelocidade
O Grande Prêmio da Áustria de MotoGP é um evento motociclístico que faz parte do mundial de MotoGP.

## Vencedores do Grande Prêmio da Áustria
| Ano  | Pista         | MotoE                                   | MotoE                                   | Moto3         | Moto3      | Moto2            | Moto2      | MotoGP            | MotoGP     |
| Ano  | Pista         | Piloto                                  | Construtor                              | Piloto        | Construtor | Piloto           | Construtor | Piloto            | Construtor |
| ---- | ------------- | --------------------------------------- | --------------------------------------- | ------------- | ---------- | ---------------- | ---------- | ----------------- | ---------- |
| 2024 | Red Bull Ring | Óscar Gutiérrez                         | Ducati                                  | David Alonso  | CFMoto     | Celestino Vietti | Kalex      | Francesco Bagnaia | Ducati     |
| 2024 | Red Bull Ring | Héctor Garzó                            | Ducati                                  | David Alonso  | CFMoto     | Celestino Vietti | Kalex      | Francesco Bagnaia | Ducati     |
| 2023 | Red Bull Ring | Mattia Casadei                          | Ducati                                  | Deniz Öncü    | KTM        | Celestino Vietti | Kalex      | Francesco Bagnaia | Ducati     |
| 2023 | Red Bull Ring | Mattia Casadei                          | Ducati                                  | Deniz Öncü    | KTM        | Celestino Vietti | Kalex      | Francesco Bagnaia | Ducati     |
| 2022 | Red Bull Ring | Eric Granado                            | Energica                                | Ayumu Sasaki  | Husqvarna  | Ai Ogura         | Kalex      | Francesco Bagnaia | Ducati     |
| 2022 | Red Bull Ring | Eric Granado                            | Energica                                | Ayumu Sasaki  | Husqvarna  | Ai Ogura         | Kalex      | Francesco Bagnaia | Ducati     |
| 2021 | Red Bull Ring | Lukas Tulovic                           | Energica                                | Sergio García | Gas Gas    | Raúl Fernández   | Kalex      | Brad Binder       | KTM        |
| 2020 | Red Bull Ring | Cancelado devido à Pandemia de COVID-19 | Cancelado devido à Pandemia de COVID-19 | Albert Arenas | KTM        | Jorge Martín     | Kalex      | Andrea Dovizioso  | Ducati     |
| 2019 | Red Bull Ring | Mike Di Meglio                          | Energica                                | Romano Fenati | Honda      | Brad Binder      | KTM        | Andrea Dovizioso  | Ducati     |

| Ano  | Pista         | Moto3             | Moto3  | Moto2             | Moto2  | MotoGP           | MotoGP | Resumo   |
| Ano  | Pista         | Piloto            | Moto   | Piloto            | Moto   | Piloto           | Moto   | Resumo   |
| ---- | ------------- | ----------------- | ------ | ----------------- | ------ | ---------------- | ------ | -------- |
| 2018 | Red Bull Ring | Joan Mir          | Honda  | Franco Morbidelli | Kalex  | Andrea Dovizioso | Ducati | Detalhes |
| 2017 | Red Bull Ring | Joan Mir          | Honda  | Franco Morbidelli | Kalex  | Andrea Dovizioso | Ducati | Detalhes |
| 2016 | Red Bull Ring | Joan Mir          | KTM    | Johann Zarco      | Kalex  | Andrea Iannone   | Ducati | Detalhes |
| Ano  | Pista         | 125 cc            | 125 cc | 250 cc            | 250 cc | 500 cc           | 500 cc | Resumo   |
| Ano  | Pista         | Piloto            | Moto   | Piloto            | Moto   | Piloto           | Moto   | Resumo   |
| 1997 | A1-Ring       | Noboru Ueda       | Honda  | Olivier Jacque    | Honda  | Mick Doohan      | Honda  | Detalhes |
| 1996 | A1-Ring       | Ivan Goi          | Honda  | Ralf Waldmann     | Honda  | Àlex Crivillé    | Honda  | Detalhes |
| 1994 | Salzburgring  | Dirk Raudies      | Honda  | Loris Capirossi   | Honda  | Mick Doohan      | Honda  | Detalhes |
| 1993 | Salzburgring  | Takeshi Tsujimura | Honda  | Doriano Romboni   | Honda  | Kevin Schwantz   | Suzuki | Detalhes |
| 1991 | Salzburgring  | Fausto Gresini    | Honda  | Helmut Bradl      | Honda  | Mick Doohan      | Honda  | Detalhes |
| 1990 | Salzburgring  | Jorge Martinez    | Derbi  | Luca Cadalora     | Yamaha | Kevin Schwantz   | Suzuki | Detalhes |
| 1989 | Salzburgring  | Hans Spaan        | Honda  | Sito Pons         | Honda  | Kevin Schwantz   | Suzuki | Detalhes |
| 1988 | Salzburgring  | Jorge Martínez    | Derbi  | Jacques Cornu     | Honda  | Eddie Lawson     | Yamaha | Detalhes |

| Ano  | Pista        | 80 cc             | 80 cc    | 125 cc             | 125 cc     | 250 cc           | 250 cc     | 350 cc            | 350 cc            | 500 cc           | 500 cc    | Resumo   |
| Ano  | Pista        | Piloto            | Moto     | Piloto             | Moto       | Piloto           | Moto       | Piloto            | Moto              | Piloto           | Moto      | Resumo   |
| ---- | ------------ | ----------------- | -------- | ------------------ | ---------- | ---------------- | ---------- | ----------------- | ----------------- | ---------------- | --------- | -------- |
| 1987 | Salzburgring | Jorge Martínez    | Derbi    | Fausto Gresini     | Garelli    | Anton Mang       | Honda      |                   |                   | Wayne Gardner    | Honda     | Detalhes |
| 1986 | Salzburgring | Jorge Martínez    | Derbi    | Luca Cadalora      | Garelli    | Carlos Lavado    | Yamaha     |                   |                   | Eddie Lawson     | Honda     | Detalhes |
| 1985 | Salzburgring |                   |          | Fausto Gresini     | Garelli    | Freddie Spencer  | Honda      |                   |                   | Freddie Spencer  | Honda     | Detalhes |
| 1984 | Salzburgring | Stefan Dörflinger | Zündapp  |                    |            | Christian Sarron | Yamaha     |                   |                   | Eddie Lawson     | Yamaha    | Detalhes |
| Ano  | Pista        | 50 cc             | 50 cc    | 125 cc             | 125 cc     | 250 cc           | 250 cc     | 350 cc            | 350 cc            | 500 cc           | 500 cc    | Resumo   |
| Ano  | Pista        | Piloto            | Moto     | Piloto             | Moto       | Piloto           | Moto       | Piloto            | Moto              | Piloto           | Moto      | Resumo   |
| 1983 | Salzburgring |                   |          | Angel Nieto        | Garelli    | Manfred Herweh   | Real-Rotax |                   |                   | Kenny Roberts    | Yamaha    | Detalhes |
| 1982 | Salzburgring |                   |          | Angel Nieto        | Garelli    |                  |            | Eric Saul         | Chevallier-Yamaha | Franco Uncini    | Suzuki    | Detalhes |
| 1981 | Salzburgring |                   |          | Angel Nieto        | Minarelli  |                  |            | Patrick Fernandez | Yamaha            | Randy Mamola     | Suzuki    | Detalhes |
| 1979 | Salzburgring |                   |          | Angel Nieto        | Minarelli  |                  |            | Kork Ballington   | Kawasaki          | Kenny Roberts    | Yamaha    | Detalhes |
| 1978 | Salzburgring |                   |          | Eugenio Lazzarini  | Morbidelli |                  |            | Kork Ballington   | Kawasaki          | Kenny Roberts    | Yamaha    | Detalhes |
| 1977 | Salzburgring |                   |          | Eugenio Lazzarini  | Morbidelli |                  |            | Corrida cancelada | Corrida cancelada | Jack Findlay     | Suzuki    | Detalhes |
| 1976 | Salzburgring |                   |          | Pier Paolo Bianchi | Morbidelli |                  |            | Johnny Cecotto    | Yamaha            | Barry Sheene     | Suzuki    | Detalhes |
| 1975 | Salzburgring |                   |          | Paolo Pileri       | Morbidelli |                  |            | Hideo Kanaya      | Yamaha            | Hideo Kanaya     | Yamaha    | Detalhes |
| 1974 | Salzburgring |                   |          | Kent Andersson     | Yamaha     |                  |            | Giacomo Agostini  | Yamaha            | Giacomo Agostini | Yamaha    | Detalhes |
| 1973 | Salzburgring |                   |          | Kent Andersson     | Yamaha     | Jarno Saarinen   | Yamaha     | János Drapál      | Yamaha            | Jarno Saarinen   | Yamaha    | Detalhes |
| 1972 | Salzburgring |                   |          | Angel Nieto        | Derbi      | Börje Jansson    | Derbi      | Giacomo Agostini  | MV Agusta         | Giacomo Agostini | MV Agusta | Detalhes |
| 1971 | Salzburgring | Jan de Vries      | Kreidler | Angel Nieto        | Derbi      | Silvio Grassetti | MZ         | Giacomo Agostini  | MV Agusta         | Giacomo Agostini | MV Agusta | Detalhes |

Notas
1. ↑  A corrida das 350cc de 1977 foi cancelada após um acidente que levou à morte de Hans Stadelmann.[1]

### Pilotos com mais vitórias
| # Vit | Piloto            | Vitórias  | Vitórias                           |
| # Vit | Piloto            | Categoria | Anos                               |
| ----- | ----------------- | --------- | ---------------------------------- |
| 6     | Giacomo Agostini  | 500 cc    | 1971, 1972, 1974                   |
| 6     | Giacomo Agostini  | 350 cc    | 1971, 1972, 1974                   |
| 6     | Angel Nieto       | 125 cc    | 1971, 1972, 1979, 1981, 1982, 1983 |
| 4     | Jorge Martínez    | 125 cc    | 1988, 1990                         |
| 4     | Jorge Martínez    | 80 cc     | 1986, 1987                         |
| 4     | Francesco Bagnaia | MotoGP    | 2022, 2023, 2024                   |
| 4     | Francesco Bagnaia | Moto2     | 2018                               |
| 3     | Kenny Roberts     | 500 cc    | 1978, 1979, 1983                   |
| 3     | Eddie Lawson      | 500 cc    | 1984, 1986, 1988                   |
| 3     | Fausto Gresini    | 125 cc    | 1985, 1987, 1991                   |
| 3     | Kevin Schwantz    | 500 cc    | 1989, 1990, 1993                   |
| 3     | Mick Doohan       | 500 cc    | 1991, 1994, 1997                   |
| 3     | Andrea Dovizioso  | MotoGP    | 2017, 2019, 2020                   |
| 2     | Jarno Saarinen    | 500 cc    | 1973                               |
| 2     | Jarno Saarinen    | 250 cc    | 1973                               |
| 2     | Kent Andersson    | 125 cc    | 1973, 1974                         |
| 2     | Hideo Kanaya      | 500 cc    | 1975                               |
| 2     | Hideo Kanaya      | 350 cc    | 1975                               |
| 2     | Eugenio Lazzarini | 125 cc    | 1977, 1978                         |
| 2     | Kork Ballington   | 350 cc    | 1978, 1979                         |
| 2     | Freddie Spencer   | 500 cc    | 1985                               |
| 2     | Freddie Spencer   | 250 cc    | 1985                               |
| 2     | Luca Cadalora     | 250 cc    | 1990                               |
| 2     | Luca Cadalora     | 125 cc    | 1986                               |
| 2     | Joan Mir          | Moto3     | 2016, 2017                         |
| 2     | Brad Binder       | MotoGP    | 2021                               |
| 2     | Brad Binder       | Moto2     | 2019                               |
| 2     | Mattia Casadei    | MotoE     | 2023 Cor. 1, 2023 Cor. 2           |
| 2     | Celestino Vietti  | Moto2     | 2023, 2024                         |

### Construtores com mais vitórias
| # Vit | Construtor | Vitórias  | Vitórias                                             |
| # Vit | Construtor | Categoria | Anos                                                 |
| ----- | ---------- | --------- | ---------------------------------------------------- |
| 24    | Honda      | 500cc     | 1985, 1986, 1987, 1991, 1994, 1996, 1997             |
| 24    | Honda      | 250cc     | 1985, 1987, 1988, 1989, 1991, 1993, 1994, 1996, 1997 |
| 24    | Honda      | Moto3     | 2017, 2019                                           |
| 24    | Honda      | 125cc     | 1989, 1991, 1993, 1994, 1996, 1997                   |
| 19    | Yamaha     | 500cc     | 1973, 1974, 1975, 1978, 1979, 1983, 1984, 1988       |
| 19    | Yamaha     | 350cc     | 1973, 1974, 1975, 1976, 1981                         |
| 19    | Yamaha     | 250cc     | 1973, 1984, 1986, 1990                               |
| 19    | Yamaha     | 125cc     | 1973, 1974                                           |
| 12    | Ducati     | MotoGP    | 2016, 2017, 2018, 2019, 2020, 2022, 2023, 2024       |
| 12    | Ducati     | MotoE     | 2023 Cor 1, 2023 Cor 2, 2024 Cor 1, 2024 Cor 2,      |
| 8     | Kalex      | Moto2     | 2016, 2017, 2018, 2020, 2021, 2022, 2023, 2024       |
| 7     | Derbi      | 250cc     | 1972                                                 |
| 7     | Derbi      | 125cc     | 1971, 1972, 1988, 1990                               |
| 7     | Derbi      | 80cc      | 1986, 1987                                           |
| 7     | Suzuki     | 500cc     | 1976, 1977, 1981, 1982, 1989, 1990, 1993             |
| 6     | KTM        | MotoGP    | 2021                                                 |
| 6     | KTM        | Moto2     | 2019                                                 |
| 6     | KTM        | Moto3     | 2016, 2018, 2020, 2023                               |
| 5     | Garelli    | 125cc     | 1982, 1983, 1985, 1986, 1987                         |
| 4     | MV Agusta  | 500cc     | 1971, 1972                                           |
| 4     | MV Agusta  | 350cc     | 1971, 1972                                           |
| 4     | Morbidelli | 125cc     | 1975, 1976, 1977, 1978                               |
| 2     | Kawasaki   | 350cc     | 1978, 1979                                           |
| 2     | Minarelli  | 125cc     | 1979, 1981                                           |